# Guerra de Ochomogo
La guerra de Ochomogo, primera guerra civil de Costa Rica o Guerra Civil de 1823 fue el primer conflicto bélico interno de Costa Rica tras su independencia de España. Enfrentó a dos bandos; los imperialistas a favor de anexar el país al Primer Imperio Mexicano y leales al Emperador Iturbide (sin saber que ya para esa fecha había sido depuesto y el Imperio abolido) y los republicanos que promulgaban la total independencia del país. Esta guerra se dio también entre provincias ya que las ciudades de San José y Alajuela eran republicanas mientras las de Cartago y Heredia eran imperialistas.

## Causas
Las principales son las diferencias de modelo económico entre las dos regiones en conflicto. Cartago y Heredia eran agrarios y aristocráticos, se encontraban controlados por una oligarquía poderosa y conservadora de terratenientes, mientras San José y Alajuela eran ciudades liberales que empezaban a formar parte de la Revolución Industrial, la emigración europea llegaría primero a tomar lugar en estas zonas trayendo también pensamientos de ilustración y dominadas por una burguesía progresista deseosa de reformas sociales y de una democracia liberal. La aristocracia conservadora cartaginesa y herediana pensaba que podría mantener sus privilegios[cita requerida] manteniéndose anexada al Imperio de Agustín de Iturbide. Pronto, estas dos visiones contrapuestas entran en conflicto. La capital de Costa Rica, en ese momento, se localizaba en Cartago.

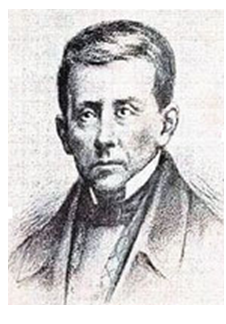
Gregorio José Ramírez y Castro, líder republicano.

Desde 1563 la villa de Cartago había sido la capital de la provincia de Costa Rica, pero en 1784 el Gobierno español abrió la Factoría de Tabacos para el monopolio del tabaco en la Villa de San José. Eso creó una rivalidad económica y política entre ambas localidades. Por un lado, Cartago retenía el poder político de la monarquía, y por el otro, San José tenía el dinero. La oportunidad para tomar el poder llegó en 1821, cuando la región se independizó del Imperio español.
Los hacendados conservadores de Cartago y Heredia intentaron mantener sus privilegios a través del Primer imperio mexicano de Agustín de Iturbide. Los comerciantes liberales de San José y Alajuela buscaron un nuevo modelo de gobierno republicano. Así surgieron dos grupos opuestos: los imperialistas y los republicanos.
Para marzo de 1823, la Junta Superior Gubernativa de Costa Rica no había declarado lealtad al emperador Agustín de Iturbide. Por lo tanto, los imperialistas de Cartago y Heredia pactaron derrocar a la Junta.
Ante la tardanza del gobierno costarricense de declarar la anexión al Primer Imperio Mexicano en 1823 Joaquín de Oreamuno y Muñoz de la Trinidad, junto a otros ciudadanos, derroca al gobierno en el primer golpe de Estado de la historia de Costa Rica y proclama la anexión al Imperio, estallando así la guerra.
El 29 de marzo de 1823, varios vecinos de Cartago liderados por Joaquín de Oreamuno y Muñoz de la Trinidad, tomaron el Cuartel de Armas, y dieron el primer golpe de Estado en la historia de Costa Rica. Proclamaron la anexión de Costa Rica al Primer Imperio mexicano.
Los cabildos de San José y Alajuela le declararon la guerra a los imperialistas y nombraron al vecino de Alajuela, Gregorio José Ramírez y Castro, general del ejército republicano.

## Batallas
Las principales batallas fueron la batalla de Ochomogo librada el 5 de abril en la frontera entre San José y Cartago donde resultó victorioso el bando josefino. Casi al mismo tiempo se libra la batalla del Arroyo en donde las fuerzas heredianas logran sitiar y ocupar Alajuela. Sin embargo, el ejército victorioso josefino comandado por Gregorio José Ramírez y Castro se reagrupa y libera Alajuela, luego invadiendo Heredia derrotando al bando imperialista definitivamente. La capital es trasladada de Cartago a San José.
Los dos ejércitos se encontraron la mañana del 5 de abril de 1823 en las lagunas de Ochomogo, en medio de las villas de San José y Cartago.
Las fuerzas en combate eran:
- Los Republicanos: las tropas del Cuartel de San José y las del Cuartel de Alajuela, e irregulares josefinos y alajuelenses.

- Los Imperialistas: las tropas del Cuartel de Cartago, e irregulares de Cartago, Heredia, y nicaragüenses leales al emperador Agustín de Iturbide.

La milicia de Cartago esperaba en el llano, comandada por el Sargento Mayor Salvador Oreamuno, con la artillería heredada de España y algunos jinetes de caballería. Según el historiador Ricardo Fernández Guardia, Joaquín de Oreamuno y Muñoz de la Trinidad no se presentó a la batalla, pues "...se quedó en la cama descansando unas horas más."
Los republicanos habían sido entrenados por Gregorio José Ramírez y Castro, y llegaron liderados por él mismo, y con el sargento Antonio Pinto Soares como jefe de la artillería.
Cuando se encontraron intentaron negociar, pero al poco tiempo empezaron los disparos de mosquete. Las grandes piedras volcánicas en la zona fueron aprovechadas para cubrirse.
El combate fue largo y lleno de incidencias. Se dieron varias cargas de mosquete e infantería de línea con bayoneta. Sin embargo, los cañones de Antonio Pinto Soares se impusieron, y algunos oficiales de Cartago empezaron a desertar, incluyendo al comandante Salvador Oreamuno. Al final solo quedó el sargento cartaginés Félix Oreamuno y Jiménez, quien pidió detener el fuego.
No obstante, Gregorio José Ramírez y Castro indicó que únicamente aceptaría la rendición incondicional de Cartago y continuó la batalla hasta derrotar por completo a los imperialistas. Seguidamente invadió la villa de Cartago y desarmó a sus vecinos. 
Paralelamente, en las afueras de la villa de Alajuela se peleó la otra batalla de la primera guerra civil de Costa Rica: la batalla del Arroyo, el mismo 5 de abril de 1823. La Villa de Alajuela fue atacada por la milicia de Heredia. La comunidad sin sus tropas (pues estaban en la batalla de Ochomogo) se defendió con un cañón y algunos hombres armados al mando del alcalde José Ángel Soto. Después de unos minutos de combate, la defensa contra la milicia de Heredia se volvió insostenible y el pueblo capituló en un acta firmada por el Cabildo. La villa fue tomada y muchas casas fueron saqueadas. Sin embargo, Gregorio José Ramírez y Castro, después de vencer en Ochomogo y Cartago, se trasladó con el Ejército Republicano a liberar Alajuela y restablecer el orden en el Valle Central.

## Consecuencias
Después de la batalla y controlar Cartago, Ramírez y Castro invadió Heredia, liberó Alajuela y unió a Costa Rica.
Al no haber una junta superior gubernativa, al controlar todas las armas en el Valle Central, Gregorio José Ramírez quedó como gobernante de facto, y administró el país durante 10 días mientras restablecía el orden. Como gobernador publicó únicamente dos decretos: pasó la capital a San José, y convocó una junta superior gubernativa electa democráticamente.
Después de esta batalla San José se convirtió en la nueva capital de Costa Rica.
Debido a la lentitud de las noticias, los imperialistas de Cartago tardaron varias semanas en enterarse de que habían peleado en vano, pues el Primer imperio mexicano había dejado de existir desde el 19 de marzo de 1823.